# Селска чест
„Селска чест“ (на италиански: Cavalleria rusticana) е опера в едно действие от Пиетро Маскани. Либретото е на Джовани Торджони-Тоцети и Гуидо Менаши.
Тя е първият представител на новото реалистично течение в оперното изкуство, известно като веризъм. Премиерата на „Селска чест“ е на 17 май 1890 г. в театър Костанци в Рим. След създаването на операта „Палячи“ от Руджеро Леонкавало през 1893 г., двете произведения обикновено се изпълняват заедно.

## Сюжет
Място и време на действието: сицилианско селце през 19 век, Великден
Туриду (тенор), млад селянин, се връща от военна служба и разбира, че годеницата му Лола (мецосопран) се е омъжила за Алфио (баритон). За да си отмъсти, Туриду прелъстява Сантуца (сопран), млада селска девойка. От ревност Лола започва извънбрачна връзка с Туриду.
Отвъд сцената се чува гласът на Туриду, който пее сицилианска песен. Сцената представлява главния площад на селото. От една страна е църквата, а от другата – винопродавницата на Лучия (контраалт), майката на Туриду. Селяни на площада пеят, възхвалявайки хубавия пролетен ден (Gli aranci olezzano sui verdi margini). Някои от тях влизат в църквата.
Сантуца подозира, че Туриду ѝ е изменил с Лола и отива при Лучия и я пита дали е виждала сина си. Тя отговаря, че е отишъл в града за вино. Сантуца ѝ казва, че Туриду е бил забелязан в града през нощта. В този момент пристига Алфио заедно със съселяни. Той възпява радостта от живота и красотата на съпругата си. Алфио иска да купи вино от Лучия, но тя му казва, че е свършило и Туриду е отишъл да купи. Алфио казва, че е видял Туриду по-рано сутринта близо до къщата си. Лучия е изненадана.
Алфио напуска сцената. Чува се хорът от църквата (Regina Coeli). Селяните на площада пеят великденски химн. Сантуца се присъединява към тах. Селяните влизат в църквата, на сцената остават само Сантуца и Лучия. Сантуца разказва как Туриду я е прелъстил и за връзката му с Лола (Voi lo sapete). Лучия съжалява Сантуца, тъй като тя е отритната от останалите селяни заради прелъстяването ѝ от Туриду. Тя не може да влезе в църквата, затова моли Лучия да го стори вместо нея.
Площадът е празен, оркестърът свири симфонично интермецо.
Селяните излизат от църквата. Туриду е щастлив, защото е с Лола, а Сантуца я няма. Той кани приятелите си във винопродавницата на майка си, където вдига наздравица (Viva il vino spumeggiante). Алфио се присъединява към тях. Туриду му предлага вино, но той отказва. Жените си тръгват заедно с Лола. Алфио предизвиква Туриду на дуел. Следвайки сицилианските традиции, двамата мъже се прегръщат, и за да демонстрира, че е съгласен на дуел, Туриду захапва ухото на Алфио, което прокървявя. Това означава, че дуелът ще е до смърт. Алфио си тръгва и Туриду вика майка си. Казва ѝ, че излиза да подиша чист въздух (Mamma, quel vino è generoso) като ѝ заръчва да бъде майка на Сантуца, ако той не се върне (n bacio, mamma! Un altro bacio! – Addio).
Туриду изтичва навън. Лучия плаче пред къщата си. Сантуца идва и я прегръща. Селяните се струпват наоколо. Чуват се гласове в далечината – Туриду е убит. Сантуца и Лучия припадат.
|  | Тази страница частично или изцяло представлява превод на страницата Cavalleria rusticana в Уикипедия на английски. Оригиналният текст, както и този превод, са защитени от Лиценза „Криейтив Комънс – Признание – Споделяне на споделеното“, а за съдържание, създадено преди юни 2009 година – от Лиценза за свободна документация на ГНУ. Прегледайте историята на редакциите на оригиналната страница, както и на преводната страница, за да видите списъка на съавторите. ВАЖНО: Този шаблон се отнася единствено до авторските права върху съдържанието на статията. Добавянето му не отменя изискването да се посочват конкретни източници на твърденията, които да бъдат благонадеждни. |